# Sulforhodamine 101
La sulforhodamine 101 est un colorant fluorescent rouge dont le dérivé chlorure de sulfonyle, le Texas Red, est utilisé comme conjugaison à de nombreux groupes fonctionnels, spécialement les amines.
Dans des études neurophysiologiques qui comprennent des méthodes d'imagerie du calcium, il peut être utilisé comme un agent contrastant des astrocytes, ce qui permet d'analyser les données des neurones séparément.